# داوود حقی
داوود حقی (زاده ۱۶ بهمن ۱۳۵۹) بازیکن فوتبال بازنشسته اهل ایران است، که سابقه بازی در تیم‌های راه‌آهن، صبای قم و ذوب آهن و پیکان را دارد.